# Hollenbach
Hollenbach est une commune de Bavière (Allemagne) de 2 353 habitants, située dans l'arrondissement d'Aichach-Friedberg.